# Copa Mundial de Fútbol Playa de FIFA
La Copa Mundial de Fútbol Playa de FIFA (FIFa Beach Soccer World Cup en inglés) es una competición internacional de federaciones de fútbol en la modalidad de fútbol playa organizada por el mayor organismo futbolístico mundial (FIFA) para las selecciones nacionales. Se disputa cada dos años y se ha celebrado en 12 ocasiones, con una fase final en la que participan 16 selecciones, provenientes de fases de cada confederación.

## Clasificación

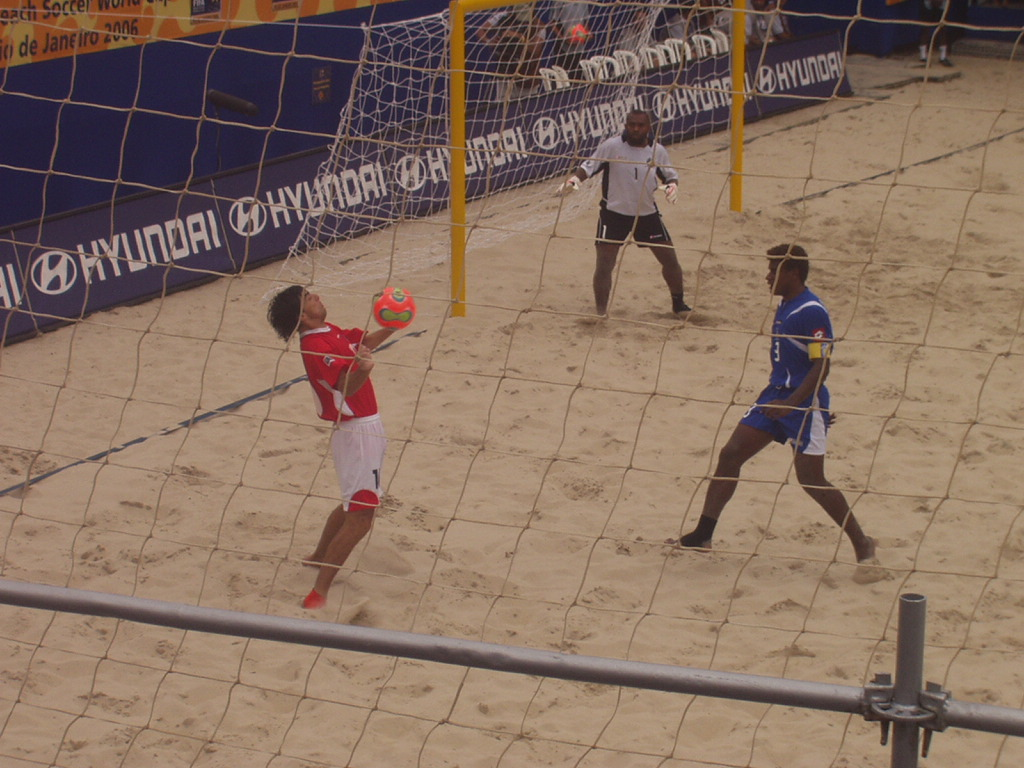
Uruguay (rojo) frente a Islas Salomón (azul) en el Mundial 2006

16 equipos participan en cada uno de los eventos. A excepción del país anfitrión, los 15 equipos restantes participan en un proceso clasificatorio dentro de cada una de las confederaciones continentales, las cuales organizan diversos torneos.
- AFC (Asia): Copa Asiática de Fútbol Playa (3 cupos).
- CAF (África): Copa Africana de Naciones de Fútbol Playa (2 cupos).
- Concacaf (Norteamérica, Centroamérica y el Caribe): Campeonato de Fútbol Playa de Concacaf (2 cupos).
- Conmebol (Sudamérica): Copa América de Fútbol Playa (3 cupos).
- OFC (Oceanía): Copa de las Naciones de la OFC de Fútbol Playa (1 cupo).
- UEFA (Europa): Clasificación de UEFA para la Copa Mundial de Fútbol Playa FIFA (4 cupos).

## Historia
La competición al principio fue organizada como el Campeonato Mundial de Fútbol Playa, disputándose el primer mundial no oficial en 1995, en la ciudad de Río de Janeiro, Brasil. El torneo fue considerado un éxito deportivo y lo ganó el país anfitrión.
El Campeonato del Mundo de Fútbol Playa estaba administrada por la Beach Soccer Worldwide, una organización española. Antes que la FIFA asumiera el torneo en 2005, Brasil había ganado nueve de los diez mundiales de fútbol playa disputados, el restante lo ostentaba Portugal.
En 2005 la FIFA asumió la administración del mundial de fútbol playa, y pasó a controlar directamente el Campeonato de Mundo de Fútbol de Playa, separando así el torneo antiguo del que se implementaría, así como también sus estadísticas.
FIFA Beach Soccer S.L. es una filial de la FIFA con base en Barcelona, España. Fue instalada para desarrollar el juego así como para administrar la Copa Mundial de Fútbol Playa.
La primera Copa Mundial de Fútbol Playa organizada por la FIFA fue la de 2005, que se disputó del 8 al 15 de mayo en Río de Janeiro, Brasil. Fue ganada por Francia, entrenada por Éric Cantona, derrotando a Portugal en la final en la tanda de penaltis.
A partir de 2011 el torneo se organiza cada dos años, siendo el primer mundial en Italia. En 2013 se disputó en la Polinesia Francesa, reconocida por la FIFA como Tahití.
En el año 2017 la selección de Brasil derrotaría a Tahití en la final por 6 a 0 y saldría campeona del certamen jugado en Bahamas, consiguiendo su quinto título mundial FIFA tras tres ediciones cayendo derrotados.

## Ediciones

### Ediciones oficiales
| Año           | Sede                           | Campeón  | Final Resultado | Subcampeón  | Tercero lugar | Resultado          | Cuarto lugar |
| ------------- | ------------------------------ | -------- | --------------- | ----------- | ------------- | ------------------ | ------------ |
| 2005 Detalles | Brasil (Río de Janeiro)        | Francia  | 3 - 3 (1:0 p.)  | Portugal    | Brasil        | 11 - 2             | Japón        |
| 2006 Detalles | Brasil (Río de Janeiro)        | Brasil   | 4 - 1           | Uruguay     | Francia       | 6 - 4              | Portugal     |
| 2007 Detalles | Brasil (Río de Janeiro)        | Brasil   | 8 - 2           | México      | Uruguay       | 2 - 2 (1 - 0 pro.) | Francia      |
| 2008 Detalles | Francia (Marsella)             | Brasil   | 5 - 3           | Italia      | Portugal      | 5 - 4              | España       |
| 2009 Detalles | Emiratos Árabes Unidos (Dubái) | Brasil   | 10 - 5          | Suiza       | Portugal      | 14 - 7             | Uruguay      |
| 2011 Detalles | Italia (Rávena)                | Rusia    | 12 - 8          | Brasil      | Portugal      | 3 - 2              | El Salvador  |
| 2013 Detalles | Polinesia Francesa (Papeete)   | Rusia    | 5 - 1           | España      | Brasil        | 7 - 7 (1:0 p.)     | Tahití       |
| 2015 Detalles | Portugal (Espinho)             | Portugal | 5 - 3           | Tahití      | Rusia         | 5 - 2              | Italia       |
| 2017 Detalles | Bahamas (Nasáu)                | Brasil   | 6 - 0           | Tahití      | Irán          | 5 - 3              | Italia       |
| 2019 Detalles | Paraguay (Luque)               | Portugal | 6 - 4           | Italia      | Rusia         | 5 - 4              | Japón        |
| 2021 Detalles | Rusia (Moscú)                  | RFU*     | 5 - 2           | Japón       | Suiza         | 9 - 7              | Senegal      |
| 2024 Detalles | Emiratos Árabes Unidos (Dubái) | Brasil   | 6 - 4           | Italia      | Irán          | 6 - 1              | Bielorrusia  |
| 2025 Detalles | Seychelles (Victoria)          | Brasil   | 4 - 3           | Bielorrusia | Portugal      | 3 - 2              | Senegal      |

Nota: La selección de Rusia jugó bajo el nombre de RFU en el mundial 2021 debido a la sanción deportiva a Rusia por la Agencia Mundial Antidopaje y el Tribunal de Arbitraje Deportivo, usando la bandera del comité olímpico ruso.

### Edición no oficial
| Año           | Sede              | Campeón | Resultado | Subcampeón | Tercer lugar | Resultado | Cuarto lugar |
| ------------- | ----------------- | ------- | --------- | ---------- | ------------ | --------- | ------------ |
| 2010 Detalles | México (Acapulco) | Francia | 6 - 1     | México     | Portugal     | 10 - 5    | España       |

## Palmarés

### Palmarés oficial
En cursiva, se indica el año en que el país fue anfitrión.
| Países      | Campeones                                    | Subcampeones         | Tercero lugar              | Cuarto lugar   |
| ----------- | -------------------------------------------- | -------------------- | -------------------------- | -------------- |
| Brasil      | 7 (2006, 2007, 2008, 2009, 2017, 2024, 2025) | 1 (2011)             | 2 (2005, 2013)             |                |
| Rusia       | 3 (2011, 2013, 2021)                         |                      | 2 (2015, 2019)             |                |
| Portugal    | 2 (2015, 2019)                               | 1 (2005)             | 4 (2008, 2009, 2011, 2025) | 1 (2006)       |
| Francia     | 1 (2005)                                     |                      | 1 (2006)                   | 1 (2007)       |
| Italia      |                                              | 3 (2008, 2019, 2024) |                            | 2 (2015, 2017) |
| Tahití      |                                              | 2 (2015, 2017)       |                            | 1 (2013)       |
| Uruguay     |                                              | 1 (2006)             | 1 (2007)                   | 1 (2009)       |
| Suiza       |                                              | 1 (2009)             | 1 (2021)                   |                |
| Japón       |                                              | 1 (2021)             |                            | 2 (2005, 2019) |
| España      |                                              | 1 (2013)             |                            | 1 (2008)       |
| Bielorrusia |                                              | 1 (2025)             |                            | 1 (2024)       |
| México      |                                              | 1 (2007)             |                            |                |
| Irán        |                                              |                      | 2 (2017, 2024)             |                |
| El Salvador |                                              |                      |                            | 1 (2011)       |
| Senegal     |                                              |                      |                            | 2 (2021, 2025) |

### Palmarés no oficial
- En cursiva, se indica el año en el que el país fue anfitrión.

| Equipo   | Campeón  | Subcampeón | Tercer lugar | Cuarto lugar |
| -------- | -------- | ---------- | ------------ | ------------ |
| Francia  | 1 (2010) |            |              |              |
| México   |          | 1 (2010)   |              |              |
| Portugal |          |            | 1 (2010)     |              |
| España   |          |            |              | 1 (2010)     |

## Premios y reconocimientos

### Máximo goleador
| Año  | Jugador                     | Goles |
| ---- | --------------------------- | ----- |
| 2005 | Madjer                      | 12    |
| 2006 | Madjer                      | 21    |
| 2007 | Buru                        | 10    |
| 2008 | Madjer                      | 13    |
| 2009 | Dejan Stankovic             | 16    |
| 2011 | André                       | 14    |
| 2013 | Dmitry Shishin              | 11    |
| 2015 | Pedro Moran Madjer Noel Ott | 8     |
| 2019 | Gabriele Gori               | 16    |
| 2021 | Glenn Hodel                 | 12    |
| 2024 | Ihar Bryshtel               | 12    |
| 2025 | Ihar Bryshtel               | 11    |

### Mejor jugador
| Año  | Jugador             |
| ---- | ------------------- |
| 2005 | Madjer              |
| 2006 | Madjer              |
| 2007 | Buru                |
| 2008 | Ramiro Amarelle     |
| 2009 | Dejan Stankovic     |
| 2011 | Ilya Leonov         |
| 2013 | Bruno Xavier        |
| 2015 | Heimanu Taiarui     |
| 2017 | Mohammad Ahmadzadeh |
| 2019 | Ozu Moreira         |
| 2021 | Noël Ott            |
| 2024 | Josep Junior        |
| 2025 | Rodrigo             |

### Mejor portero
| Año  | Jugador            |
| ---- | ------------------ |
| 2008 | Roberto Valeiro    |
| 2009 | Mão                |
| 2011 | Andrey Bukhlitskiy |
| 2013 | Dona               |
| 2015 | Jonathan Torohia   |
| 2017 | Peyman Hosseini    |
| 2019 | Elinton Andrade    |
| 2021 | Eliott Mounoud     |
| 2024 | Tiago Bobô         |
| 2025 | Mikhail Avgustov   |

### Juego limpio (fair-play)
| Año  | Selección   |
| ---- | ----------- |
| 2005 | Japón       |
| 2006 | Francia     |
| 2007 | Brasil      |
| 2008 | Rusia       |
| 2009 | Japón Rusia |
| 2011 | Nigeria     |
| 2013 | Rusia       |
| 2015 | Brasil      |
| 2017 | Brasil      |
| 2019 | Senegal     |
| 2021 | Brasil      |
| 2024 | Portugal    |
| 2025 | Japón       |

## Mayores goleadores
Actualizado a la edición 2021. 
| Jugador             | Selección | Goles |
| ------------------- | --------- | ----- |
| Madjer              | Portugal  | 88    |
| Dejan Stanković     | Suiza     | 47    |
| Gabriele Gori       | Italia    | 41    |
| Bruno Malias        | Brasil    | 40    |
| Belchior            | Portugal  | 39    |
| Alan Cavalcanti     | Portugal  | 38    |
| André               | Brasil    | 38    |
| Benjamin            | Brasil    | 35    |
| Buru                | Brasil    | 34    |
| Dmitry Shishin      | Rusia     | 33    |
| Paolo Palmacci      | Italia    | 28    |
| Amarelle            | España    | 27    |
| Ricardo Martínez    | Uruguay   | 27    |
| Mohammad Ahmadzadeh | Irán      | 26    |
| Pedro Morán         | Paraguay  | 25    |
| Noël Ott            | Suiza     | 24    |
| Pape Jean Koukpaki  | Senegal   | 23    |
| Rodrigo             | Brasil    | 23    |
| Jérémy Basquaise    | Francia   | 21    |
| Sidney              | Brasil    | 21    |
| Takuya Akaguma      | Japón     | 21    |
| Aleksey Makarov     | Rusia     | 21    |
| Roberto Pasquali    | Italia    | 20    |
| Glenn Hodel         | Suiza     | 19    |
| Léo Martins         | Portugal  | 19    |

## Clasificación general
- En esta clasificación se otorgan 3 puntos por victoria en el tiempo reglamentario, 2 puntos por victoria en la prórroga, 1 punto por victoria en la tanda de penales y 0 por derrota. Los equipos se clasifican por puntos totales, luego por diferencia de goles y luego por goles marcados. Solo se cuentan los puntos del torneo de 2005 en adelante.

Actualizado a la edición 2024
| Pos. | Equipo                 | Parts. | PJ | G  | G+ | GP | D  | GF  | GC  | DG   | Pts. |
| ---- | ---------------------- | ------ | -- | -- | -- | -- | -- | --- | --- | ---- | ---- |
| 1    | Brasil                 | 12     | 65 | 53 | 2  | 3  | 7  | 405 | 196 | +209 | 166  |
| 2    | Portugal               | 11     | 56 | 32 | 3  | 4  | 17 | 304 | 193 | +111 | 106  |
| 3    | Rusia                  | 8      | 41 | 26 | 3  | 2  | 10 | 199 | 134 | +65  | 86   |
| 4    | Italia                 | 9      | 38 | 16 | 2  | 4  | 16 | 171 | 140 | +31  | 56   |
| 5    | Japón                  | 12     | 46 | 17 | 2  | 1  | 26 | 170 | 205 | −35  | 56   |
| 6    | España                 | 9      | 36 | 17 | 0  | 0  | 19 | 149 | 136 | +10  | 51   |
| 7    | Uruguay                | 7      | 32 | 14 | 2  | 1  | 15 | 125 | 130 | −5   | 47   |
| 8    | Suiza                  | 6      | 27 | 14 | 1  | 2  | 10 | 150 | 127 | +23  | 46   |
| 9    | Tahití                 | 7      | 30 | 14 | 1  | 2  | 13 | 141 | 141 | 0    | 46   |
| 10   | Senegal                | 9      | 34 | 13 | 2  | 2  | 17 | 166 | 141 | +25  | 45   |
| 11   | Argentina              | 9      | 30 | 14 | 0  | 1  | 15 | 96  | 103 | −7   | 43   |
| 12   | Francia                | 4      | 21 | 12 | 0  | 3  | 6  | 97  | 67  | +30  | 39   |
| 13   | Irán                   | 8      | 32 | 10 | 1  | 2  | 19 | 122 | 132 | −10  | 34   |
| 14   | Emiratos Árabes Unidos | 8      | 25 | 5  | 2  | 2  | 16 | 72  | 88  | −16  | 21   |
| 15   | Nigeria                | 6      | 20 | 5  | 1  | 2  | 12 | 88  | 119 | −31  | 19   |
| 16   | Paraguay               | 5      | 16 | 6  | 0  | 0  | 10 | 76  | 71  | +5   | 18   |
| 17   | México                 | 7      | 25 | 5  | 0  | 2  | 18 | 60  | 107 | −47  | 17   |
| 18   | Bielorrusia            | 3      | 12 | 4  | 1  | 1  | 6  | 39  | 48  | −9   | 15   |
| 19   | El Salvador            | 5      | 19 | 4  | 1  | 0  | 14 | 63  | 98  | −35  | 14   |
| 20   | Omán                   | 5      | 15 | 4  | 0  | 0  | 11 | 45  | 64  | −18  | 12   |
| 21   | Islas Salomón          | 5      | 15 | 4  | 0  | 0  | 11 | 55  | 105 | −50  | 12   |
| 22   | Ucrania                | 3      | 9  | 3  | 0  | 0  | 6  | 32  | 28  | +4   | 9    |
| 23   | Estados Unidos         | 7      | 20 | 3  | 0  | 0  | 17 | 64  | 106 | −42  | 9    |
| 24   | Canadá                 | 1      | 4  | 1  | 0  | 1  | 2  | 12  | 26  | −14  | 4    |
| 25   | Baréin                 | 2      | 7  | 1  | 0  | 1  | 5  | 21  | 38  | −17  | 4    |
| 26   | Mozambique             | 1      | 3  | 1  | 0  | 0  | 2  | 15  | 18  | −3   | 3    |
| 27   | Bahamas                | 1      | 3  | 1  | 0  | 0  | 2  | 7   | 14  | −7   | 3    |
| 28   | Costa de Marfil        | 2      | 6  | 1  | 0  | 0  | 5  | 26  | 37  | −11  | 3    |
| 29   | Polonia                | 2      | 6  | 1  | 0  | 0  | 5  | 24  | 42  | −18  | 3    |
| 30   | Egipto                 | 1      | 3  | 0  | 1  | 0  | 2  | 8   | 12  | −4   | 2    |
| 31   | Países Bajos           | 1      | 3  | 0  | 0  | 1  | 2  | 6   | 12  | −6   | 1    |
| 32   | Camerún                | 2      | 6  | 0  | 0  | 1  | 5  | 12  | 35  | −23  | 1    |
| 33   | Madagascar             | 1      | 3  | 0  | 0  | 0  | 3  | 7   | 12  | −5   | 0    |
| 34   | Colombia               | 1      | 3  | 0  | 0  | 0  | 3  | 6   | 12  | −6   | 0    |
| 35   | Australia              | 1      | 2  | 0  | 0  | 0  | 2  | 2   | 8   | −6   | 0    |
| 36   | Venezuela              | 1      | 3  | 0  | 0  | 0  | 3  | 8   | 17  | −9   | 0    |
| 37   | Panamá                 | 1      | 3  | 0  | 0  | 0  | 3  | 4   | 14  | −10  | 0    |
| 38   | Tailandia              | 1      | 2  | 0  | 0  | 0  | 2  | 3   | 13  | −10  | 0    |
| 39   | Sudáfrica              | 1      | 2  | 0  | 0  | 0  | 2  | 4   | 15  | −11  | 0    |
| 40   | Ecuador                | 1      | 3  | 0  | 0  | 0  | 3  | 6   | 22  | −16  | 0    |
| 41   | Costa Rica             | 2      | 6  | 0  | 0  | 0  | 6  | 8   | 31  | −23  | 0    |